# غوشنة شائعة
غوشنة شائعة (الاسم العلمي: Morchella vulgaris) هي نوع من الفطريات يتبع جنس الغوشنة من الفصيلة الغوشنية.